# Wolituogelake (sockenhuvudort i Kina, Xinjiang Uygur Zizhiqu, lat 39,69, long 77,28)
Wolituogelake (kinesiska: 卧里托格拉克, 卧里托格拉克乡) är en sockenhuvudort i Kina. Den ligger i den autonoma regionen Xinjiang, i den nordvästra delen av landet, omkring 970 kilometer sydväst om regionhuvudstaden Ürümqi. Antalet invånare är 40 963. Befolkningen består av 20 175 kvinnor och 20 788 män. Barn under 15 år utgör 31 %, vuxna 15-64 år 64 %, och äldre över 65 år 4,0 %.
Runt Wolituogelake är det ganska glesbefolkat, med 47 invånare per kvadratkilometer. Wolituogelake är det största samhället i trakten. Trakten runt Wolituogelake består till största delen av jordbruksmark.
Genomsnittlig årsnederbörd är 136 millimeter. Den regnigaste månaden är juli, med i genomsnitt 30 mm nederbörd, och den torraste är december, med 2 mm nederbörd.